# Bo Sigheden
Lars Edvard Bosse (Bo) Sigheden, född 13 juni 1940 i Örebro, död 17 mars 2007 i Staffanstorp, var en svensk journalist.
Efter att ha arbetat som tidningsjournalist anställdes han 1962 av Sveriges Radio i Malmö. Den 2 november 1970 ledde han Sveriges första regionala nyhetsprogram i TV när Sydnytt sändes för första gången.
Han ledde programmet Ekonomiska klubben i P1 från starten 1972 till dess nedläggande år 2003. I samband med nedläggningen gick han i pension.